# 6 octobre dans les chemins de fer
6 septembre 6 novembre
Chronologies thématiques
- Croisades
- Sports
- Disney

Cette page concerne les événements qui se sont déroulés un 6 octobre dans les chemins de fer.

## Événements

### XIXesiècle
- 1829 : au Royaume-Uni, début mémorable concours de locomotives de Rainhill opposant quatre candidates.

### XXesiècle
- 1903 : en Allemagne, une automotrice électrique Siemens à courant triphasé atteint 213 km/h, record du monde en traction électrique, entre Marienfeld et Zossen (ligne expérimentale). Une autre automotrice, construite par AEG, atteignit 210 km/h le 28 octobre 1903.
- 1946 : en France, dans le Finistère, fin de l'exploitation de la ligne Landerneau - Brignogan des chemins de fer départementaux du Finistère.